# グロム (アイスクリームチェーン店)
グロム (GROM) は、イタリアのトリノに本部を置き、北イタリアを中心に展開するジェラートチェーン店である。

## 概要
フェデリーコ・グロム (Federico Grom) とグイド・マルティネッティ (Guido Martinetti) によって創業。食品添加物 (乳化剤・人工増粘剤・着色料・香料・保存料・増粘安定剤) を使用しない、素材本来の味・香り・色をそのまま生かしたアイスクリーム製造・店舗販売を行う。その材料は、イタリア国内を始め、世界各地から厳選。スローフード協会 [:it] が支援する、消滅の恐れのある小規模かつ地域の伝統的な生産物（コーヒー豆、バニラ、マンダリンオレンジなど）を使用する一方で、独自の有機農園ムラ・ムーラ (mura mura ) で栽培する果物も使用。
店舗は、大理石のカウンターや木張りの床などの高級感ある造り。2008年頃から商品説明のカラー写真を設置し、営業意図を明確にし始めた。

## 歴史
2003年5月18日、イタリアのトリノ旧市街に第1号店を開店。2007年、初の国外店舗をニューヨークに開店。有機農園ムラ・ムーラをピエモンテ州コスティリィオーレ・ダスティに開業。2008年、パリに開店。2011年6月、イタリア首都・ローマに開店。
2011年11月、コーヒー会社イッリィカッフェの出資が入り、現在イッリィグループに所属 。

### 日本での展開
日本 (グロムジャパン) には、2009年4月24日に第１号店である東京・新宿店 (マルイ本館) がオープン。原宿店、埼玉・越谷店、大阪店の計4店舗を展開していたが、2014年11月15日に東京・新宿店が閉店し、残る大阪店も2018年9月2日に閉店、オンラインショップの営業も2018年8月27日をもって終了した。

## スローガン
IL GELATO COME UNA VOLTA (イル・ジェラート・コメ・ウナ・ヴォルタ): イタリア語にて「昔ながらのアイスクリーム」の意。(「ジェラート」という言葉に関しては、#関連項目を参照。)「添加物を加えなかった時代の手作り味のアイスクリームを提供する」という基本精神を表す。
グロム第一の定番フレーバー『クレマ・コメ・ウナ・ヴォルタ』は『昔ながらのクリーム (卵のアイスクリーム) 』の意。

## フレーバー
その時点で最適な材料を使用するため、同一フレーバーでも頻繁に変化がある。以下は2012年10月現在の基本情報である。販売時期・期間に関する事項は、イタリア国内店舗におけるもの。

### CREMA (クレーマ) アイスクリーム系
- CREMA COME UNA VOLTA (クレマ・コメ・ウナ・ヴォルタ) (日本商品名 : 昔ながらのジェラート) : 有機農家の卵、新鮮な生クリームに、爽快感を出すための僅かなレモンが加えられた、グロム第一の定番。グロムの#スローガンを冠している。
- CREMA DI GROM (クレマ・ディ・グロム)（日本商品名：グロム） : グロムのオリジナルフレーバー。クレマ (卵入りアイスクリーム) に、約3ミリ大のチョコチップ (コロンビア産カカオ使用) と、ビスケット (#トッピング欄参照) が入っている。ベースのクレマは、クレマ・コメ・ウナ・ヴォルタより卵の使用量は控えめで、レモンも加えられていない。
- FIORDILATTE (フィオールディラッテ) (日本商品名 : ミルク): 高品質牛乳と生クリームが使用されているミルク味。
- STRACCIATELLA (ストラッチャテッラ) : 上記のフィオールディラッテよりコクのあるミルク味をベースに、約6ミリ大のチョコチップ (コロンビア産カカオ使用) が加えられたもの。このフレーバー名は日本では馴染みがないが、イタリアでは「チョコレートチップの混ざったアイスクリーム」の一般名称である。
- CIOCCOLATO FONDENTE (チョッコラート・フォンデンテ) (日本商品名 : ビターチョコレート) : ヴェネズエラ産カカオ使用。
- CIOCCOLATO EXTRA-NOIR (チョッコラート・エクストラ−ノワール) (日本商品名 : スーパービターチョコレート) : チョコレートの味が強く出るように、アイスクリームとしては例外的に、牛乳を使用していない。牛乳未使用という意味から、グロムでは "sorbetto (シャーベット)" とも記している。コロンビア産カカオ使用。約3ミリ大のチョコチップ (コロンビア産カカオ使用) 入り。
- CAFFÈ (カッフェ) (日本商品名：コーヒー) : グアテマラ産のコーヒー豆使用。イタリアのコーヒー、つまりエスプレッソ。生クリームが控えめに使用されている。アイスクリームではあるが、ほんの微かなシャリ感がある。
- NOCCIOLA (ノチョッラ) (日本商品名：ノッチョーラ) : ヘーゼルナッツ。ノチョッラ・デル・ピエモンテ (Nocciola del Piemonte [:it] ) <別名称 : トンダ・ジェンティーレ・トリロバータ (Tonda Gentile Trilobata)> という品種を使用。
- PISTACCHIO (ピスタッキオ) (日本商品名 : ピスタチオ) : シリア産ピスタチオを使用。着色料未使用の為、一般のアイスクリーム店の同商品より、浅く暗い緑色。
- YOGURT (ヨーグルト) : 全乳ヨーグルトを使用。アイスクリーム1キロ当たり500グラムのヨーグルトを使用している。
- BACIO (バーチョ) (日本商品名 : バチョ) : ジャンドゥイャのアイスクリームにヘーゼルナッツを混ぜたもの。ヴェネズエラ産カカオとノチョッラ・デル・ピエモンテ (Nocciola del Piemonte [:it] )を使用。”バーチョ”はイタリアにおいてヘーゼルナッツ粒入りチョコレートアイスクリームの一般名称。
- TORRONCINO (トッロンチーノ) (日本商品名 : トロンチーノ) : 先述のFIORDILATTEよりも、さっぱりしたミルク味のアイスクリームに、イタリアのクリスマスのお菓子トッローネ (Torrone [:it] : 卵、はちみつ、砂糖をこねたものにアーモンドやヘーゼルナッツを粒状のまま加え、固めたもの。ヌガーに似ている) を砕き入れたもの。ピエモンテ州アルバのトッローネを使用。
- VANIGLIA (ヴァニーリィア) (日本商品名 : バニラ) : マナナーラ (マダガスカル)産バニラ使用。
- CASSATA SICILIANA (カッサータ・シチリアーナ [:it]) (日本商品名 : シシリア風ジェラート) : ベースにリコッタチーズが入っていて、レモン、シトロン、オレンジのシロップ漬け(カンディトゥーラ Canditura [:it]) と、アーモンドのかけらを混ぜ合わせたアイスクリーム。年に2～3ヶ月の販売。
- FIORDILATTE&MENTA (フィオールディラッテ&メンタ) (日本商品名 : ミルク&ミント) : 上記FIORDILATTEにミントの香りを追加した夏のフレーバー。ミントの葉を煎じて使用しているので、ミントの緑色が残らない白いアイスクリームである。
- CARAMELLO AL SALE (カラメッロ・アル・サーレ) (日本商品名 : 塩キャラメル) : キャラメル味にヒマラヤの塩を追加したフレーバー。年に2～3ヶ月の販売。
- ZABAIONE (ザバイオーネ [:it]) : 卵ベースに砂糖とワインを加えたデザート。グロムでは、年に1ヶ月のみ Zabaione al passito  [:it] (ザバイオーネ・アル・パッシート)、年に２〜３ヶ月 Zabaione al Marsala [:it] (ザバイオーネ・アル・マルサーラ) を販売する。補足 : パッシート=干しぶどう酒、マルサーラ＝マルサーラ酒
- TIRAMISÙ (ティラミスゥ) (日本商品名 : ティラミス) : 先述のCREMA DI GROMのビスケットとは異なる種類のビスケット入り。アイスクリームと合わさりビスケットに湿り気が出て、デザートのティラミスによく似た食感になる。
- PANETTONE (パネットーネ) (日本商品名 : パネットーネ) : 12月の限定フレーバー。パネットーネとは、イタリアには欠かせない伝統的クリスマス菓子。アイスクリームのフレーバーとしては珍しい。Cremaのアイスクリームに、レモン、シトロン、オレンジの砂糖シロップ漬け(カンディトゥーラ Canditura [:it]) を刻み入れ、アーモンドのかけらとレーズンを混ぜ合わせたもの。

### FRUTTA (フルッタ) 果物系
50%が果実、他50%は天然水と砂糖、天然増粘安定剤という構成からわかるように、果物の味と香りがそのまま生かされている。”牛乳未使用”という点から、グロムでは「シャーベット」と定義 (COCCO ココナッツ を除く)。旬の果物のみを使用するため、LIMONE (レモン) 以外は販売期間が限られる。
使用天然水
『スパレア (SPAREA )』(ピエモンテ州の水)
- LIMONE (リモーネ) (日本商品名 : レモン) : シラクーザ産 [:it] 使用。通年販売。
- POMPELMO ROSA (ポンペールモ・ローザ) (日本商品名 : ピンクグレープフルーツ) : 春季に販売。
- FRAGOLA (フラーゴラ) (日本商品名 : イチゴ) : 主に、グロムの自農園ムラ・ムーラにて栽培するイチゴを使用。初夏から盛夏前までの販売。
- ALBICOCCA (アルビコッカ) (日本商品名 : アプリコット) : アンズ。主に、グロムの自農園ムラ・ムーラにて栽培するアンズを使用。初夏から盛夏にかけて販売。
- MELONE (メローネ) (日本商品名 : メロン) : 主に、グロムの自農園ムラ・ムーラにて栽培するメロンを使用。初夏から盛夏にかけて販売。
- LAMPONE (ランポーネ) (日本商品名 : ラズベリー) : 時に、トレントのヴァッレ・デイ・モーケニ (Valle dei Mocheni [:it]) のラズベリー使用。初夏から盛夏にかけて販売。
- PESCA (ペスカ) (日本商品名 : ピーチ) : 桃。盛夏に販売。
- FICO (フィーコ) (日本商品名 : イチヂク) : イチジク。グロムの自農園ムラ・ムーラにて栽培するイチジクを使用。夏期の終わり頃の販売。
- MIRTILLO (ミルティッロ) (日本商品名 : ブルーベリー) : 通常、8月1ヶ月間のみの販売。
- PERA (ペーラ) (日本商品名 : 洋ナシ) : ウィリアムス (Williams [:en])、デカーナ (Decana [:it])、もしくはマルティン・セック (Martin Sec) という品種を使用。秋冬季に販売。
- MELA (メーラ) (日本商品名 : アップル) : 青リンゴ。主にグラニー・スミス (Granny Smith [:en]) という品種を使用。秋から春にかけて販売。
- CACHI (カーキ) (日本未発売) : 柿。柿がアイスクリームのフレーバーであるのは珍しい。11〜12月の販売。
- MANDARINO (マンダリーノ) (日本商品名 : マンダリンオレンジ) : ハバナ産、もしくはシチリア産のチャクッリ (Ciaculli [:it]) という品種を使用。冬季に販売。
- COCCO (コッコ) (日本商品名 : ココナッツ) : 不定期に販売。果物系フレーバーの中で、唯一、牛乳が使用されている。

### GRANITA SICILIANA (グラニータ・シチリアーナ)
グラニータ[:it] とは、シチリア生まれの氷菓の一種。イタリアには、ストローで "飲む" グラニータも存在するが、「グラニータ・シチリアーナ」はスプーンで "食べる" ものである。5～9月に販売。
使用天然水
『スパレア (SPAREA )』(ピエモンテ州の水)
- LIMONE (リモーネ) (日本商品名 : レモン) : シラクーザ産 [:it] 使用。
- MANDORLA (マンドルラ) (日本商品名 : アーモンド) : シチリアのヴァル・ディ・ノート (Val di Noto [:it]) 地方の名産・ピッツータ・ダーヴォラ (Pizzuta d'Avola [:it]) という品種を使用。
- CAFFÈ (カッフェ) (日本商品名：コーヒー) : グアテマラ産のコーヒー豆使用。イタリアのコーヒー、つまりエスプレッソ。
- FRAGOLINA DI RIBERA (フラゴリーナ・ディ・リベーラ) (日本未発売) : シチリアのリベーラ産の野イチゴ (Fragola di bosco [:it]) 使用。稀少な品種のせいか、2011年以降の販売は見送られている。
- MENTA (メンタ) (日本未発売) : ミント。ミントの葉を煎じて使用しているため、ミントの緑が残らない白いグラニータである。2009年以降はお目にかからない。
- FIORDILATTE&MENTA (フィオールディラッテ&メンタ) (日本未発売) : 2011年6月に新登場。ジェラートのフィオールディラッテ&メンタのグラニータ版。ミントの精油を使用。

### CIOCCOLATA CALDA (チョッコラータ・カールダ)
ホット・チョコレート。ジェラートを合わせて食べるAFFOGATO (アッフォガート)や、ホイップクリームを乗せて味わうのも定番。11〜3月に販売。
- FONDENTE (フォンデンテ) (日本商品名 : ビター) : ヴェネズエラ産カカオ使用。
- AL LATTE (アル・ラッテ) (日本商品名 : ミルク) : コロンビア産カカオ使用。
- GIANDUJA (ジャンドゥイャ) (日本商品名 : バチョ) : ヴェネズエラ産カカオとノチョッラ・デル・ピエモンテ (Nocciola del Piemonte [:it] )というヘーゼルナッツを使用。

### FRAPPÈ (フラッペ)
日本で言うシェイクのこと。日本のフラッペとは異なる。イタリアではFrullato [:it] (フルッラート) と同意に使われることもある。グロムでは、任意の1〜2フレーバーと牛乳をミキサーにかけ提供する。2010年4月から販売開始。

### トッピング
- BISCOTTO di Battifollo (ビスコット・ディ・バッティフォッロ) (日本商品名 : ビスケット) : とうもろこしの粉を使用したこのビスケットは、一般のそれよりも硬いため、アイスクリームと合わせた時、湿りすぎず絶妙な食感が残る。グロムのオリジナルフレーバーのCREMA DI GROMには、このビスケットが使われている。バッティフォッロとは、このビスケットを製造している町の名前。
- PANNA MONTATA (パンナ・モンタータ) : ホイップクリーム。イタリアでアイスクリームにホイップをトッピングするのは一般的であるが、ほぼ全ての店がガス抽出の専用ホイップ器を使用している。それに対しグロムは、ケーキ製造専門店のように生クリームを泡立てる手法であるため、質が高い。

## 店舗
<2019年03月現在>
イタリア国内
ピエモンテ州：トリノ 5店舗、キエーリ、ノヴァーラ、アレッサンドリア、カザーレ・モンフェッラート、アスティ、クーネオ、ヴェルチェッリ
ロンバルディア州：ミラノ 6店舗、ベルガモ、クレモーナ、マントヴァ、レッコ
ヴァッレ・ダオスタ州 : アオスタ
トレンティーノ＝アルト・アディジェ州：トレント
ヴェネト州：ヴェネツィア 3店舗、メストレ、キオッジャ 2店舗、パドヴァ 2店舗、トレヴィーゾ
フリウーリ=ヴェネツィア・ジューリア州 : トリエステ、ウーディネ
リグーリア州：ジェノヴァ 2店舗、サンレーモ
エミリア・ロマーニャ州：ボローニャ、パルマ 、モデナ、フェッラーラ、リミニ
トスカーナ州：フィレンツェ、シエーナ、ヴィアレッジョ
ウンブリア州：ペルージャ
ラツィオ州：ローマ 4店舗
イタリア国外
アメリカニューヨーク 4店舗、マリブ (ロサンジェルス)
フランスパリ